# Нововасилівська сільська рада (Середино-Будський район)
Нововаси́лівська сільська́ ра́да — колишній орган місцевого самоврядування в Середино-Будському районі Сумської області. Адміністративний центр — село Нововасилівка.

## Загальні відомості
- Населення ради: 368 осіб (станом на 2001 рік)

## Населені пункти
Сільській раді підпорядковані населені пункти:
- с. Нововасилівка

## Склад ради
Рада складається з 12 депутатів та голови.
- Голова ради: Барканова Валентина Леонидівна

### Керівний склад попередніх скликань
| Прізвище, ім'я, по батькові    | Основні відомості                                                                       | Дата обрання | Дата звільнення |
| ------------------------------ | --------------------------------------------------------------------------------------- | ------------ | --------------- |
| Барканова Валентина Леонідівна | Сільський голова, 1970 року народження, позапартійна                                    | 26.03.2006   | 31.10.2010      |
| Барканова Валентина Леонидівна | Сільський голова, 1970 року народження, освіта середня спеціальна, член Партії регіонів | 31.10.2010   |                 |

Примітка: таблиця складена за даними сайту Верховної Ради України